# Saison 1981-1982 de la LAH
Saison précédente Saison suivante
La saison 1981-1982 de la Ligue américaine de hockey est la 46e saison de la ligue au cours de laquelle onze équipes jouent chacune 80 matchs de saison régulière. Les Hawks du Nouveau-Brunswick remportent la coupe Calder.

## Changement de franchises
- L'Express de Fredericton rejoint la ligue dans la division Nord.
- Les Blades d'Érié intègrent la division Sud de la ligue en provenance de l'Eastern Hockey League.

## Saison régulière

### Classement
| Clt   | Équipe                          | PJ | V  | D  | N  | BP  | BC  | Pts |
| ----- | ------------------------------- | -- | -- | -- | -- | --- | --- | --- |
| +001, | Hawks du Nouveau-Brunswick      | 80 | 48 | 21 | 11 | 338 | 227 | 107 |
| +002, | Mariners du Maine               | 80 | 47 | 26 | 7  | 325 | 272 | 101 |
| +003, | Voyageurs de la Nouvelle-Écosse | 80 | 35 | 35 | 10 | 330 | 313 | 80  |
| +004, | Indians de Springfield          | 80 | 32 | 43 | 5  | 278 | 319 | 69  |
| +005, | Express de Fredericton          | 80 | 20 | 55 | 5  | 275 | 408 | 45  |

| Clt   | Équipe                    | PJ | V  | D  | N | BP  | BC  | Pts |
| ----- | ------------------------- | -- | -- | -- | - | --- | --- | --- |
| +001, | Whalers de Binghamton     | 80 | 46 | 28 | 6 | 329 | 266 | 98  |
| +002, | Americans de Rochester    | 80 | 40 | 31 | 9 | 325 | 286 | 89  |
| +003, | Nighthawks de New Haven   | 80 | 39 | 33 | 8 | 292 | 276 | 86  |
| +004, | Bears de Hershey          | 80 | 36 | 38 | 6 | 316 | 347 | 78  |
| +005, | Red Wings de l'Adirondack | 80 | 34 | 37 | 9 | 299 | 285 | 77  |
| +006, | Blades d'Érié             | 80 | 22 | 52 | 6 | 317 | 425 | 50  |

- En gras : qualifiés pour les séries

### Meilleurs pointeurs
| Joueur            | Équipe                          | PJ | B  | A  | Pts | Pun |
| ----------------- | ------------------------------- | -- | -- | -- | --- | --- |
| Mike Kaszycki     | Hawks du Nouveau-Brunswick      | 80 | 36 | 82 | 118 | 67  |
| Gordie Clark      | Mariners du Maine               | 80 | 50 | 51 | 101 | 34  |
| Wayne Schaab      | Mariners du Maine               | 80 | 27 | 69 | 96  | 22  |
| Guy Carbonneau    | Voyageurs de la Nouvelle-Écosse | 77 | 27 | 67 | 94  | 124 |
| Wes Jarvis        | Bears de Hershey                | 56 | 31 | 61 | 92  | 44  |
| Bob Sullivan      | Whalers de Binghamton           | 74 | 47 | 43 | 90  | 44  |
| Paul Evans        | Mariners du Maine               | 79 | 33 | 57 | 90  | 42  |
| Richard David     | Express de Fredericton          | 74 | 51 | 32 | 83  | 18  |
| Mike Krushelnyski | Blades d'Érié                   | 62 | 31 | 52 | 83  | 44  |
| Steve Larmer      | Hawks du Nouveau-Brunswick      | 74 | 38 | 44 | 82  | 46  |

## Séries éliminatoires
Les huit premiers de la ligue sont qualifiés pour les séries. Les demi-finales de division sont jouées au meilleur des 5 matchs. Les finales de division et la finale de la coupe Calder sont jouées au meilleur des sept matchs :
- Les Hawks du Nouveau-Brunswick, meilleure équipe de la saison régulière, rencontrent les Red Wings de l'Adirondack, dernière équipe qualifiée. Le premier de la division Sud rencontre le quatrième de sa division. Le deuxième de chaque division rencontre le troisième de sa division.
- Les vainqueurs de chaque moitié de tableau s'affrontent afin de déterminer les finalistes de la coupe Calder[3].

|  | Demi-finales de division | Demi-finales de division | Demi-finales de division | Demi-finales de division |    |                   | Finales de division | Finales de division | Finales de division | Finales de division |  |  | Finale de la Coupe Calder | Finale de la Coupe Calder | Finale de la Coupe Calder | Finale de la Coupe Calder |
|  |                          |                          |                          |                          |    |                   |                     |                     |                     |                     |  |  |                           |                           |                           |                           |
|  |                          |                          |                          |                          |    |                   |                     |                     |                     |                     |  |  |                           |                           |                           |                           |
|  |                          |                          |                          |                          |    |                   |                     |                     |                     |                     |  |  |                           |                           |                           |                           |
|  | N1                       | Nouveau-Brunswick        | 3                        | 3                        |    |                   |                     |                     |                     |                     |  |  |                           |                           |                           |                           |
|  | N1                       | Nouveau-Brunswick        | 3                        | 3                        |    |                   |                     |                     |                     |                     |  |  |                           |                           |                           |                           |
|  | S5                       | Adirondack               | 2                        | 2                        |    |                   |                     |                     |                     |                     |  |  |                           |                           |                           |                           |
|  | S5                       | Adirondack               | 2                        | 2                        | N1 | Nouveau-Brunswick | 4                   | 4                   |                     |                     |  |  |                           |                           |                           |                           |
|  |                          |                          |                          |                          | N1 | Nouveau-Brunswick | 4                   | 4                   |                     |                     |  |  |                           |                           |                           |                           |
|  |                          |                          | N3                       | Nouvelle-Écosse          | 1  | 1                 |                     |                     |                     |                     |  |  |                           |                           |                           |                           |
|  | N3                       | Nouvelle-Écosse          | N3                       | Nouvelle-Écosse          | 1  | 1                 | 3                   | 3                   |                     |                     |  |  |                           |                           |                           |                           |
|  | N3                       | Nouvelle-Écosse          |                          |                          |    |                   |                     | 3                   |                     |                     |  |  |                           |                           |                           |                           |
|  | N2                       | Maine                    | 1                        | 1                        |    |                   |                     |                     |                     |                     |  |  |                           |                           |                           |                           |
|  | N2                       | Maine                    | 1                        | 1                        | N1 | Nouveau-Brunswick | 4                   | 4                   |                     |                     |  |  |                           |                           |                           |                           |
|  |                          |                          |                          |                          | N1 | Nouveau-Brunswick | 4                   | 4                   |                     |                     |  |  |                           |                           |                           |                           |
|  |                          |                          | S1                       | Binghamton               | 1  | 1                 |                     |                     |                     |                     |  |  |                           |                           |                           |                           |
|  | S1                       | Binghamton               | S1                       | Binghamton               | 1  | 1                 | 3                   | 3                   |                     |                     |  |  |                           |                           |                           |                           |
|  | S1                       | Binghamton               |                          |                          |    |                   |                     |                     |                     |                     |  |  |                           |                           |                           |                           |
|  | S4                       | Hershey                  | 2                        | 2                        |    |                   |                     |                     |                     |                     |  |  |                           |                           |                           |                           |
|  | S4                       | Hershey                  | 2                        | 2                        | S1 | Binghamton        | 4                   | 4                   |                     |                     |  |  |                           |                           |                           |                           |
|  |                          |                          |                          |                          | S1 | Binghamton        | 4                   | 4                   |                     |                     |  |  |                           |                           |                           |                           |
|  |                          |                          | S2                       | Rochester                | 1  | 1                 |                     |                     |                     |                     |  |  |                           |                           |                           |                           |
|  | S3                       | New Haven                | S2                       | Rochester                | 1  | 1                 | 1                   | 1                   |                     |                     |  |  |                           |                           |                           |                           |
|  | S3                       | New Haven                |                          |                          |    |                   |                     | 1                   |                     |                     |  |  |                           |                           |                           |                           |
|  | S2                       | Rochester                | 3                        | 3                        |    |                   |                     |                     |                     |                     |  |  |                           |                           |                           |                           |
|  | S2                       | Rochester                | 3                        | 3                        |    |                   |                     |                     |                     |                     |  |  |                           |                           |                           |                           |
|  |                          |                          |                          |                          |    |                   |                     |                     |                     |                     |  |  |                           |                           |                           |                           |

## Trophées

### Trophées collectifs
| Coupe Calder : Vainqueurs des séries                        | Hawks du Nouveau-Brunswick |
| Trophée F.-G.-« Teddy »-Oke : Champions de la division Nord | Hawks du Nouveau-Brunswick |
| Trophée John-D.-Chick : Champions de la division Sud        | Whalers de Binghamton      |

### Trophées individuels
| Trophée Les-Cunningham : Meilleur joueur de la saison                                 | Mike Kaszycki (Hawks du Nouveau-Brunswick)                     |
| Trophée John-B.-Sollenberger : Meilleur pointeur                                      | Mike Kaszycki (Hawks du Nouveau-Brunswick)                     |
| Trophée Dudley-« Red »-Garrett : Meilleure recrue                                     | Bob Sullivan (Whalers de Binghamton)                           |
| Trophée Eddie-Shore : Meilleur défenseur de la saison                                 | Dave Farrish (Hawks du Nouveau-Brunswick)                      |
| Trophée Harry-« Hap »-Holmes : Gardien(s) de l'équipe ayant encaissé le moins de buts | Bob Janecyk et Warren Skorodenski (Hawks du Nouveau-Brunswick) |
| Trophée Louis-A.-R.-Pieri : Meilleur entraîneur de la saison                          | Larry Kish (Whalers de Binghamton)                             |
| Trophée Fred-T.-Hunt : Joueur au meilleur esprit sportif'                             | Mike Kaszycki (Hawks du Nouveau-Brunswick)                     |